# 外国灾难援助办公室
美國外國災害援助辦公室（英文：Office of Foreign Disaster Assistance，簡稱OFDA）是美國國際開發署（USAID）旗下的災害援助的組織單位，由美國總統負責指導工作。OFDA與其他美國政府部門和國際人道專家合作，監測全球的自然危害，識別潛在的問題，並隨時準備應對措施。

## 外部連結
- 美國外國災害援助辦公室官方網站
- EM-DAT: OFDA/CRED國際災害數據庫 - 美國災害流行病學研究中心